# Piotr Michalski
Piotr Michalski, född 27 juli 1994 i Sanok, är en polsk skridskoåkare.

## Karriär
I januari 2024 tog Michalski guld tillsammans med Marek Kania och Damian Żurek i lagsprint vid EM i Heerenveen.

## Personliga rekord
| Distans     | Tid     | Datum            | Plats                    |
| ----------- | ------- | ---------------- | ------------------------ |
| 500 meter   | 34,18   | 10 december 2021 | Olympic Oval, Calgary    |
| 1 000 meter | 1.07,13 | 12 december 2021 | Olympic Oval, Calgary    |
| 1 500 meter | 1.52,78 | 26 oktober 2012  | Max Aicher Arena, Inzell |
| 3 000 meter | 4.07,17 | 16 mars 2012     | Thialf, Heerenveen       |
| 5 000 meter | 7.15,25 | 16 december 2012 | COS Zakopane, Zakopane   |